# 多明戈食蚊魚
多明戈食蚊魚為輻鰭魚綱鯉齒目鯉齒亞目花鳉科的其中一種，被IUCN列為瀕危保育類動物，分布於中美洲海地及多明尼加的淡水流域，體長可達2.5公分，屬於肉食性，生活習性不明，可作為觀賞魚。

## 擴展閱讀
維基物種上的相關：多明戈食蚊魚